# Communauté de communes du Pays des Abbayes
Die Communauté de communes du Pays des Abbayes ist ein ehemaliger französischer Gemeindeverband mit der Rechtsform einer Communauté de communes im Département Vosges in der Region Grand Est. Sie wurde am 1. Januar 2014 gegründet und umfasste 20 Gemeinden. Der Verwaltungssitz befand sich im Ort Senones.

## Historische Entwicklung
Der Gemeindeverband entstand 2014 durch die Fusion der Vorgängerorganisationen
- Communauté de communes du Pays de Senones,
- Communauté de communes du Ban d’Étival und der
- Communauté de communes de la Vallée du Hure.

Mit Wirkung vom 1. Januar 2017 fusionierte der Gemeindeverband mit
- Communauté de communes de Saint-Dié-des-Vosges,
- Communauté de communes Fave, Meurthe, Galilée,
- Communauté de communes des Hauts Champs,
- Communauté de communes de la Vallée de la Plaine und
- Communauté de communes du Val de Neuné

und bildete so die Nachfolgeorganisation Communauté d’agglomération de Saint-Dié-des-Vosges.
Trotz der Namensähnlichkeit mit einer der Vorgängerorganisationen handelt es sich um eine Neugründung mit anderer Rechtspersönlichkeit.

## Ehemalige Mitgliedsgemeinden
1. Ban-de-Sapt
2. Belval
3. Châtas
4. Denipaire
5. Étival-Clairefontaine
6. Grandrupt
7. Hurbache
8. Ménil-de-Senones
9. Le Mont
10. Moussey
11. Moyenmoutier
12. La Petite-Raon
13. Le Puid
14. Saint-Jean-d’Ormont
15. Saint-Remy
16. Saint-Stail
17. Le Saulcy
18. Senones
19. Le Vermont
20. Vieux-Moulin